# 塞夫薩夫瓦斯拉

34°57′24″N 8°12′28″E / 34.95667°N 8.20778°E
塞夫薩夫瓦斯拉（阿拉伯语：‎），是阿爾及利亞的城鎮，位於該國東北部泰貝薩省，由烏姆阿利區負責管轄，面積477平方公里，2008年人口6,074，人口密度每平方公里13人。